# Église de Rivière-l'Évêque
L'église Rivière-l'Evêque est une église catholique située à Ardes, en France.

## Localisation
L'église est située dans le département français du Puy-de-Dôme, sur la commune d'Ardes, non loin de la rivière la Couze d'Ardes dans le hameau de Chabetout.

## Historique
La Rivière l'Évêque est une ancienne propriété de l'ordre de Saint-Jean de Jérusalem, membre de leur commanderie de Montchamp jusqu'à la Révolution française. Initialement, un don d'Étienne VI de Mercœur, évêque de Clermont aux augustins de Saint Laurent d'Oulx échangé en 1240 avec les hospitaliers contre l'hôpital de Chaumont,
La chapelle fondée au XIIe siècle a la particularité d'abriter deux sanctuaires superposés : une chapelle haute, dédiée à saint Jean l'Evangéliste, vénérée par les moines, et une chapelle basse dédiée à sainte Madeleine, vénérée par les Mercœur.
L'église se présente extérieurement comme une haute tour, dotée de contreforts et percée d'étroites baies cintrées. Les bâtiments du prieuré attenants ont été démolis. Un logis avait été construit postérieurement en surélévation mais arasé depuis où il ne subsiste que le début de son escalier d'accès.
L'édifice est inscrit au titre des monuments historiques en 2021.